# Kalona
Kalona é uma cidade localizada no estado americano de Iowa, no Condado de Washington.

## Demografia
Segundo o censo americano de 2000, a sua população era de 2293 habitantes.
Em 2006, foi estimada uma população de 2523, um aumento de 230 (10.0%).

## Geografia
De acordo com o United States Census Bureau tem uma área de
5,3 km², dos quais 5,3 km² cobertos por terra e 0,0 km² cobertos por água. Kalona localiza-se a aproximadamente 201 m acima do nível do mar.

## Localidades na vizinhança
O diagrama seguinte representa as localidades num raio de 24 km ao redor de Kalona.